# 法秀院 (山内一豊母)
法秀院（ほうしゅういん、生年不詳 - 天正14年7月17日（1586年8月31日））は、戦国時代の女性。山内盛豊の妻、山内一豊、康豊の母である。法秀尼（ほうしゅうに）。

## 来歴

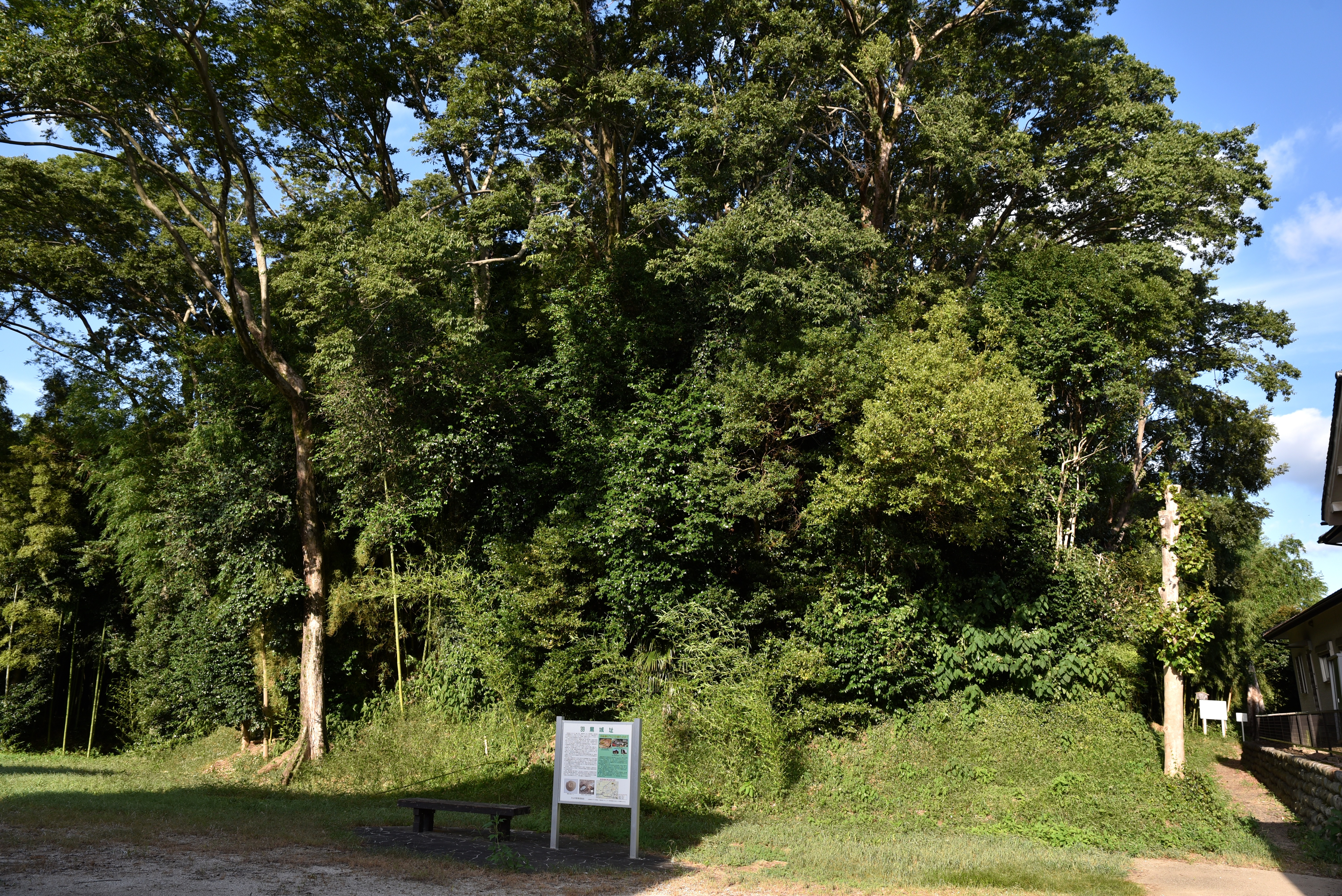
生誕地とされる羽黒城址（愛知県犬山市）

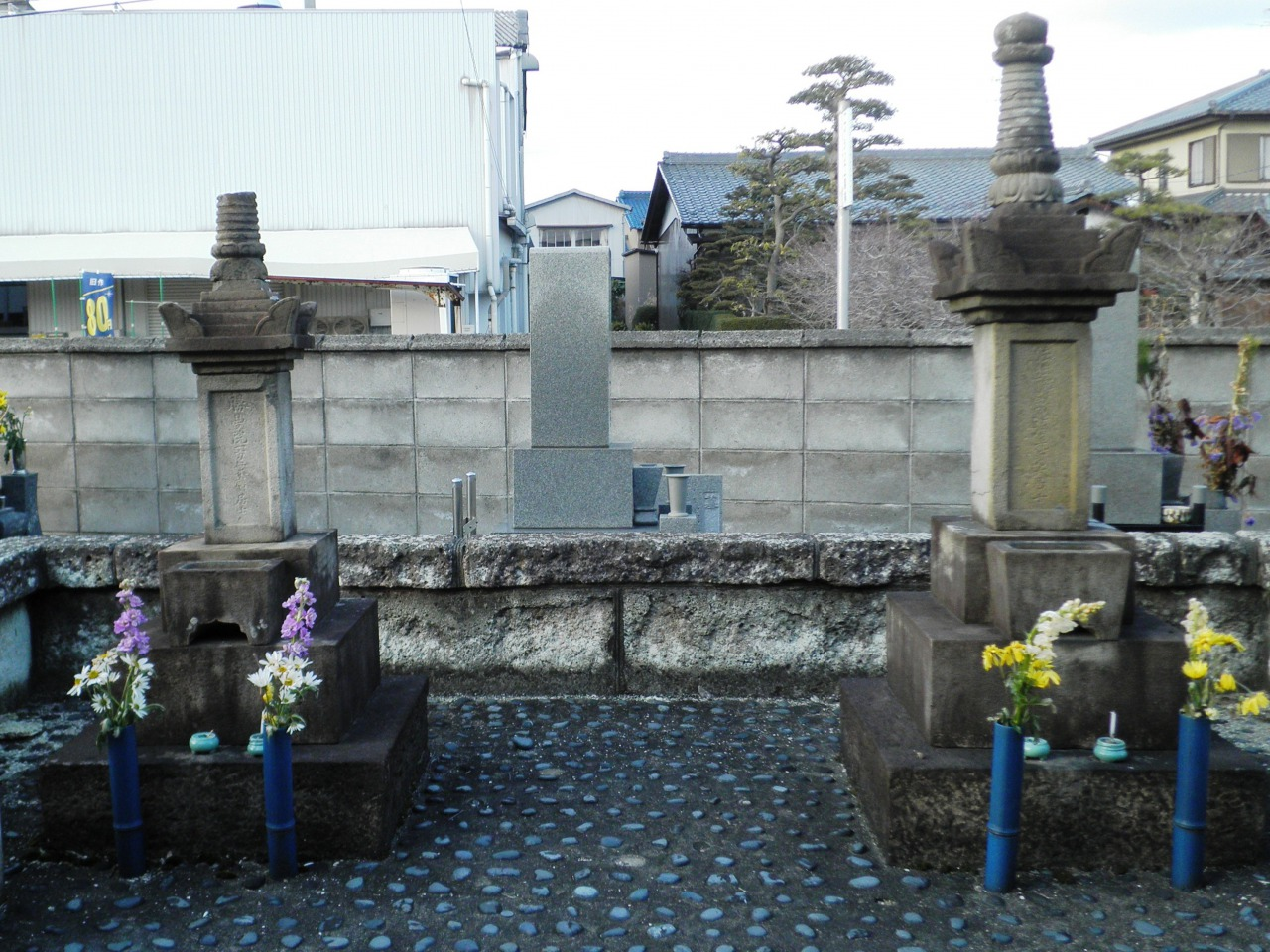
山内盛豊と次男十郎の墓（愛知県一宮市の法蓮寺）

法秀院は羽黒城主梶原氏出身であるとされている。他に尾張国二宮氏の出身とも言われるが、これは明らかになっていない。盛豊との間に四男三女があったとされる。このうち長男は早世、次男は夫と共に岩倉城で戦死し、三男の一豊は母や姉、弟妹共々逃げ落ちている。その後法秀院は、子供たちと共に近江国宇賀野（現在の米原市北部）の長野家に身を寄せた。この長野家は在原業平の後裔とされ、御所や公卿に関連する職務を行っており、武家が干渉することもないとの配慮からであるという。一豊がこの地で母と同居していたかどうかは不明だが、ある時一家がここに匿われているとの噂が流れたため、長野家は急報を受け、厳重に警戒するように促されている。また、同じ頃長野家で近くの子女に裁縫や行儀作法を教えており、その子女の中に後の見性院がいたといわれている。男の出世は妻次第であると考え、良い娘を娶らせたいと考えていた法秀院は、後に見性院と呼ばれるこの娘を一豊に娶せた。
長野家には今も法秀院の法号書や、まな板代わりに愛用した一升枡が保存されている。他にも、名馬購入の話は、実は見性院ではなく、この法秀院が金子を与えたともいわれ、「法秀院殿由緒書」「長野家由緒書」にはいずれも母君が黄金を与えたとある。

## 墓所

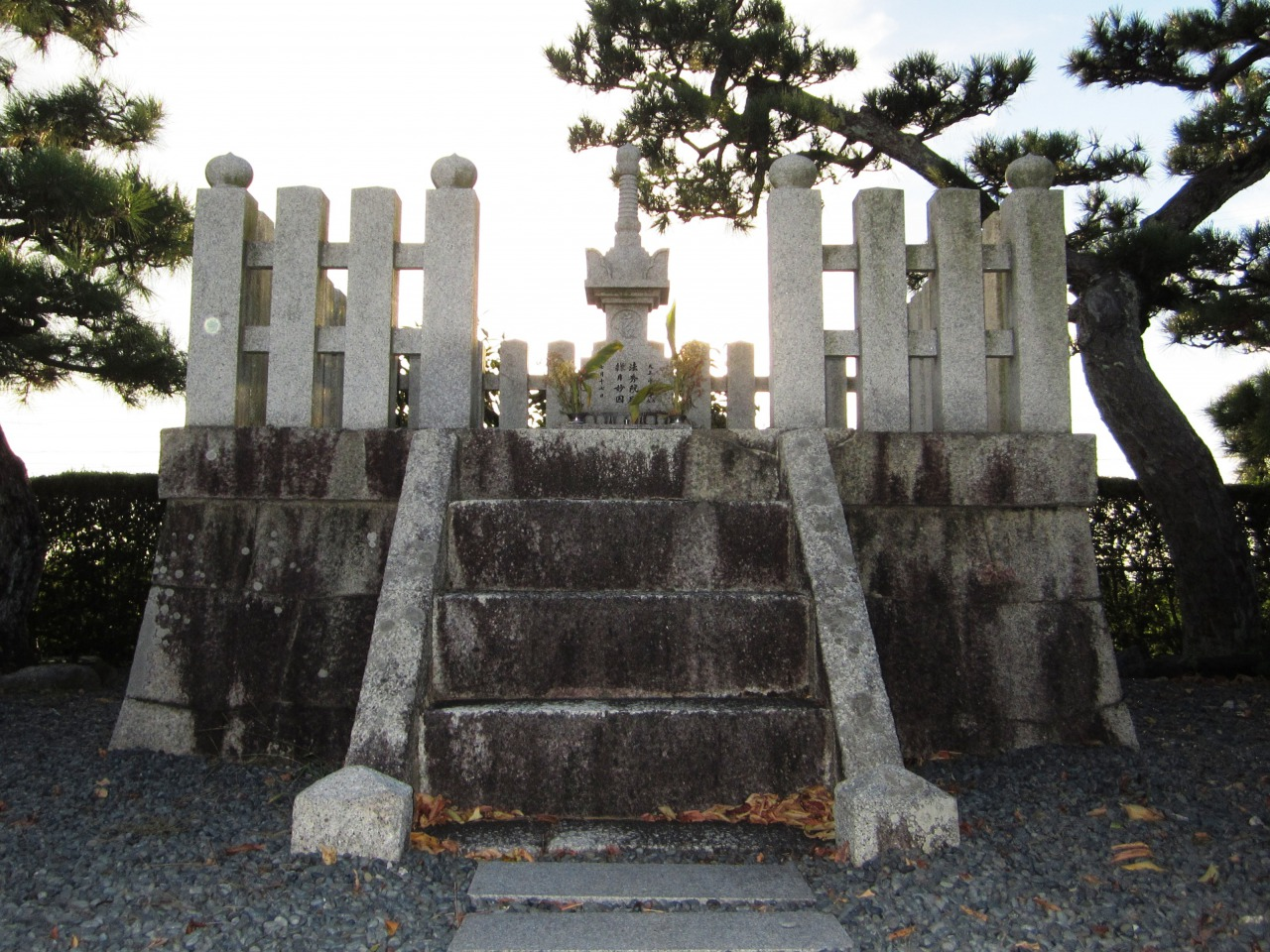
滋賀県米原市宇賀野の法秀院の墓

法秀院は、一豊が長浜城主であった天正14年（1586年）7月17日に、長野家で病死したといわれている。現在、長野家には法秀院縁月妙因大姉の位牌があり、墓所は宇賀野にある。一方で、天正18年死去説、また長浜で死去して要法寺に埋葬され、後に要法寺が土佐に移された際に位牌を安置したという説もある。その後山内家ではその存在が忘れられていたが、寛政2年に土佐藩から藩士馬詰権之助を派遣して2度調査を行い、長野家に対して保護を加えることとした。馬詰はこれに関して、当主の早世が祖先の墓所を疎略にしたためであると聞かされ、近江にその墓所があることを聞いてやって来たと返答している。当初は彦根藩や土佐藩からの照会もなく長野家も当惑したが、後に彦根藩の了解を取り付けた。後に長野家は永代秩禄も受け、これは明治の廃藩置県まで続いた。大正時代にも『歴代公紀』の編集委員により調査が行われているが、その時は一部所持品が当時のものではないとされている。また、『土州様御墓所ニ付書翰類留記』によると、宇賀野の墓所では、毎年6月末日に子供たちの掃除が行われ、7月13日には聖霊迎えと呼ばれる迎え火、15日夕方には聖霊送りとして同様の送り火が行われていた。。
この墓所は、嘉永6年までは東西5間半（10メートル）、南北7間（12.7メートル）の敷地に墓石を置いたものであったが、その後の整備によって石積みの基壇に玉垣を巡らせたものとなった。しかし、土佐国で作られていた墓石は大波でさらわれたため、その時は台石のみの竣工にとどまった。さらに明治25年には旧土佐藩士浜田源之助の進言が山内侯爵家に届き、木製の玉垣と、三つ柏紋が入った門扉が新しくされて、平成9年には初めて宝篋印塔が載った。

## 法秀院を演じた人物
- 佐久間良子　（功名が辻 (NHK大河ドラマ)）

原作『功名が辻』では千代の母が法秀院であるが、大河ドラマでは史実通りに一豊の母となっている。